# Mortal Kombat (videojoc)
Mortal Kombat (MK) és el primer videojoc de la saga Mortal Kombat, va ser llançat el 1992 de mans de Midway Games per a màquines Arcade, el joc presentava gràfiques d'escenaris avariats i sons de trituració d'ossos, que submergeix a tots dins del seu ambient. L'estil de joc va fer gaudir als principiants i als que ja tenien més experiència en l'àmbit.
Mortal Kombat presenta 5 botons, dos per als punys i dos per a les puntades de peu(dos alts i baixos), i l'essencial botó de bloqueig. El bloqueig era especial perquè altres jocs del gènere utilitzaven un sistema que involucrava mantenir fora la palanca d'atac. En Mortal Kombat mantenint enrere la palanca podies moure al personatge, fer retrocedir-lo però tot i en aquesta posició podien contraatacar. Es va crear una barrera entre els jugadors, els experimentats en el sistema de MK i els adaptats al sistema de Street Fighter. El més curiós del joc és que cada un dels personatges presents eren actors de carn i ossos que van donar la seva imatge gràcies a la captura digital de moviments, donant un elevat realisme al joc, en comparació amb altres de l'època.

## Història
En una misteriosa illa, internada en els mars de la Xina i desconeguda per la resta del món, els guerrers sobrenaturals lluiten pel destí de la Terra. El gran Torneig conegut com a Mortal Kombat, va ser per anys una competició d'honor i glòria.Guerrers de tot el món eren convidats a combatre. Aproximadament fa mil anys, un bruixot anomenat Shang Tsung va ingressar al Torneig i immediatament el va guanyar, convertint-se en Campió Suprem. Un cop per generació, quan els millors i més valents guerrers de la generació podien reunir-se, Shang Tsung va entrar en diferents formes i va guanyar totes les vegades, d'aquesta manera, ell semblava invencible. Shang Tsung pot transformar-se en qualsevol persona, també pot veure els temors en el cor dels seus oponents i d'aquesta manera s'enfronta als seus adversaris, guanyant sempre els combats, també aconsegueix portar les ànimes dels oponents caiguts per saciar la ira de l'emperador i per prendre la seva força i així mantenir la seva joventut immortal. A Shang Tsung no en té prou amb guanyar una vegada el Torneig, ha de guanyar-lo deu vegades per obrir el portal dimensional que suposadament unirà la Terra amb l'Outworld. Fa 500 anys, quan gairebé havia acumulat prou ànimes per Shao Kahn va ser derrotat pel Gran Kung Lao, un sacerdot de l'ordre de la llum. Shang Tsung va tornar al Torneig amb Goro un lluitador meitat home, meitat drac amb quatre braços i dos metres d'alçada conegut com El Príncep del Dolor. Goro va vèncer al monjo Shaolin conegut com a Kung Lao i durant 500 anys ha estat invicte com Campió Suprem, ara Shang Tsung ha pres novament el control del Torneig i l'ha guanyat 9 vegades consecutives. Una vegada més, és temps que en el Torneig Shaolin conegut com a Mortal Kombat sostingut cada generació pels més grans lluitadors de la Terra s'enfrontin contra els adversaris de l'Outworld i un dels 50 lluitadors que seran elegits ets tu.

## Escenaris
- Santuari dels Guerrers: Temple sostingut per columnes i d'aspecte devastat. La lluna plena i uns núvols la cobreixen, estàtues dels personatges l'envolten, al centre se situa l'estàtua de Goro acompanyat per uns manuscrits en xinès.
- La Porta del Palau: Un camí de pedra amb dues portes de fusta d'estil xinès, estàtues de símbols budistes s'ubiquen al voltant, manuscrits xinesos acompanyen una estàtua gegant de Buda i una muntanya que contrasta amb el Palau de Shang Tsung.
- La Cort: Interior del Palau de Shang Tsung, dos soldats samurai a cada extrem, graons on d'observadors estan agafant ànimes de guerrers Shaolin, el logotip del Drac en pedra, a sobre d'això Shang Tsung es troba en el seu tron amb les seves estàtues de dracs d'or i cobert per un sostre.
- L'habitació del tron: Habitació amb una catifa vermella, a les parets està estampat el Logo del Drac, dues estàtues de dracs s'assenyalen a Shang Tsung assegut en una cadira coberta d'or i darrere d'ell dos mantells vermells. Tsung et aplaudeix quan ganes.
- El Fossat: Un pont sostingut per enormes pilars de pedra, presenta esquerdes en diverses parts, la lluna plena i els núvols solen aparèixer o el dia de tant en tant, seients a cada extrem, allà es pot executar Stage Fatality per enviar el teu enemic sota unes estaques on l'acabessin travessant
- El Fons del Fossat: Una gran paret de pedra cobreix tot, columnes amb estaques on hi ha cossos ensangonats i en les estaques a terra hi ha les caps dels productors del joc, hi ha on caus quan s'executa Stage Fatality a El Fossat. Allà podreu lluitar contra Reptile.
- El cau de Goro: Un calabós, de fons sembla un pantà, parets de pedra i milers de passadissos foscos i amb ossos humans escampats a terra, i un esquelet penjat per uns grillons al centre del camp.

## Personatges

### Personatges seleccionables
- Liu Kang
- Sonya Blade
- Johnny Cage
- Raiden
- Kano
- Sub-Zero
- Scorpion

#### Personatges ocults
- Reptile
- Shang Tsung
- Goro

#### Els caps del joc
- Goro (Sub-Cap)
- Shang Tsung (Cap Final)

## Elements del joc

### Els elements més importants del joc són aquests
- Combos: Combinació de cops i puntades de peu que causaven un colossal dany a l'oponent, la seva execució era molt difícil...
- Poders: Moviments ràpids de dos o tres botons que realitzaven un moviment especial del personatge.
- Pantalla de Presentació: Seqüència d'entrada al joc, mitjançant un codi es pot canviar aquella seqüència.
- Finish Him/Her : Moment que obtens després de guanyar dos rounds per rematar el teu oponent.
- Flawless Victory: S'anomena a la victòria perfecta o una victòria sense haver rebut cap dany.
- Double Flawless: Terme que referia a la doble victòria perfecta.
- Mode Torneig: Modalitat Endurance on podies lluitar contra diversos oponents seguits.
- Taules del Destí: Columna on es presentaven oponents que tu hauries enfrontar per guanyar el joc, es va dividir en tres nivells de dificultat: Novell, Guerrers i Mestres.
- Fatality: Moviment de rematada pel qual un podia matar el seu oponent, cada personatge tenia un personal.
- Stage Fatality: Moviment de rematada pel qual un podia fer que l'escenari mateix aniquilara l'oponent.
- Puntuació: Sistema pel qual guanyaves punt per cada cop o Fatality.
- Endurance: Es presentava en la manera 1P vs. CPU on un arribava a una baralla en la qual lluitava amb dos lluitador seguits.
- Marc de Miralls: Baralla on un s'enfrontava al seu propi personatge.
- Test your might: Sistema de bonus on després d'escollir un personatge havies trencar una pila de taules, pedra, acer o diamants.
- Personatges ocults: Personatge que necessitaves un codi especial per utilitzar-lo.
- Sang: Fluid que cada jugador brollava per cada cop precís, en aquesta primera entrega, va ser durament censurat.
- Pols Gris: Només a la versió SNES això és reemplaçat per la sang.

## Curiositats del joc
John Vogel, un dels desenvolupadors de la saga, es va disfressar d'un guàrdia de Shang Tsung per ser inclòs en l'escenari "The Courtyard".
El personatge de Johnny Cage està inspirat en l'actor Jean Claude Van Damme. En un principi, Van Damme estaria en el joc representant-se a si mateix, però no es va arribar a un acord, però sí que va actuar a la pel·lícula Street Fighter amb el personatge de Guile. No obstant això, la idea va servir per fer a Johnny Cage, actor de pel·lícules d'arts marcials.
Liu Kang està basat en l'actor d'arts marcials Bruce Lee.
Els noms dels personatges de MK són molt diferents al que havien de ser inicialment: Trom va ser un nom que se li va ocórrer a Dave Michicich per algun personatge de MK; Ed Boon i John Tobias van estar rient una bona estona. Johnny Cage era Michael Grimm, Sub-Zero era originalment Tundra, Shang Tsung es deia Shang Lao i Liu Kang era Yoshitsune Minamoto.
En un principi estaria Jax en Mk1, amb el nom de Kurtis Stryker, però per qüestions de l'argument el van reservar per MK II.
A part de Reptile es comentava que també existia un ninja de color vermell, al qual controlàvem aleatòriament. Doncs bé, era a causa d'un error aleatori quan es feia servir a Scorpion per la qual cosa el seu uniforme es tornava de color vermell. D'aquí va sorgir la idea de crear a Ermac (Error Macro), el ninja de vestit vermell que apareix en UMK3.
També es rumorejava que l'ull cibernètic de Kano disparava raigs làser. Basant-se en aquest rumor va ser creada una de les fatalities de Kano a MK3.
Al Temple "El Fossat" al fons a la lluna de tant en tant apareixen figures ombrejades travessant com una bruixa volant en la seva escombra, un nen en una bicicleta (ludint a una escena de la pel·lícula ET), santa claus en el seu trineu, etc.

## Versions disponibles i les seves diferències
- Sega Game Gear: Com amb la versió de Sega Genesis, també es pot usar un codi per restaurar la sang i els Fatalities. També per escassetat de memòria no té molts elements: Té pocs personatges, només 2 escenaris i molta dificultat en el control per fer un moviment especial o fatality.
- Sega Genesis / MegaDrive: Semblant a la de SNES, però amb la diferència que un codi secret (abacabb) permet restaurar la sang i els Fatalities.
- Sega CD: Aquest llançament afegeix el comercial del joc, i a més no és necessari introduir un codi i té temps de càrrega.
- PC: Aquesta és possiblement la versió més fidel a la d'Arcade.
- Super Nintendo: Aquesta versió del joc té la sang reemplaçada per pols gris, per així reconèixer que Nintendo of America evités utilitzar sang fins a la versió de MK2 per a aquesta mateixa consola, gràcies a un element anomenat "Family friendly".
- Game Boy: Aquesta versió, a causa de manca de memòria, té coses com un pobre ús del control, només té 2 botons d'atac, i no té en aquesta versió a Johnny Cage i a Reptile. És també l'única versió del primer MK que permet utilitzar Goro com un personatge secret.
- Sega Master System